# Grammont (acteur)
Pour les articles homonymes, voir Grammont.
Guillaume-Antoine Nourry, dit Grammont, né le 10 juin 1750 à La Rochelle, guillotiné le 13 avril 1794 à Paris,, est un comédien et révolutionnaire français.

## Biographie
On n'a rien de précis de lui avant ses débuts à la Comédie-Française, sinon qu'il commence à jouer en province, et surtout à Limoges où nait son fils ainé Alexandre en 1775.  Il entre le 5 février 1779 au Théâtre-Français où il obtient, sous le pseudonyme de « Grammont de Roselly », un certain succès dans les rôles d'Orosmane (dans Zaïre), de Mahomet (dans Le Fanatisme ou Mahomet) et de Tancrède (dans Tancrède). Obligé de quitter la scène en janvier 1782 à cause de ses excentricités, il retrouve en 1786 le Théâtre-Français, où il joue plusieurs années comme acteur-pensionnaire. Puis il rejoint la troupe de Mlle Montansier, établie d'abord à Versailles puis, en 1790, au théâtre des Beaujolais, au Palais-Royal.
S'enthousiasmant pour la Révolution, il sert pendant deux ans au sein de la garde nationale, tout en continuant à jouer. En 1793, il s'engage dans l'armée sous le nom de « Grammont » et sert comme adjudant-général dans l'État-major de Charles Philippe Ronsin, ancien dramaturge récemment nommé général de brigade, en Vendée. Arrêté le 23 ventôse an II (13 mars 1794) avec les hébertistes, il est compromis dans l'affaire dite de la « conspiration des prisons » et guillotiné le 13 avril 1794 en même temps que son fils ainé âgé de dix-neuf ans,.
Grammont de Roselly est le 192e sociétaire de la Comédie-Française. Il est l'époux de Madame Thénard, qui lui donne un fils connu sous le nom de Thénard Jeune. D'après Ricord, un de ses fils a joué à la Comédie-Française après son rétablissement, sous le nom de Thenard. Jenny Thénard (1847-1920) fait partie de ses descendants.

## Théâtre

### Carrière à la Comédie-Française
Entrée en 1779
Nommé 192e sociétaire en 1787
- 1779 : Eugénie de Beaumarchais : Clarendon
- 1779 : Athalie de Jean Racine : Asarias
- 1779 : Agathocle de Voltaire : Agathocle
- 1779 : Tartuffe de Molière : Damis
- 1780 : Le Misanthrope de Molière : Oronte
- 1780 : Les Héros français de Louis d'Ussieux : Camille
- 1780 : Nadir de Paul-Ulric Dubuisson : Ali
- 1780 : Britannicus de Jean Racine : Néron
- 1780 : Les Plaideurs de Jean Racine : Le souffleur
- 1780 : La Réduction de Paris de Desfontaines de La Vallée : Un général espagnol
- 1780 : Iphigénie de Jean Racine : Achille
- 1781 : Tartuffe de Molière : L’exempt
- 1781 : La Discipline militaire du Nord d'Adrien-Chrétien Friedel et Pierre-Louis Moline : Le prince
- 1781 : Jeanne Ire, reine de Naples de Jean-François de La Harpe : Le prince de Tarente
- 1782 : Agis de Joseph-François Laignelot : Un éphore
- 1787 : Antigone de Doigny du Ponceau : Etéocle
- 1787 : Augusta de Fabre d'Églantine : Domitius
- 1788 : Odmar et Zulma de Louis-Jean-Baptiste Simonet de Maisonneuve : Odmar
- 1788 : Le Barbier de Séville de Beaumarchais : L’Eveillé
- 1788 : Athalie de Jean Racine : Abner
- 1788 : Lanval et Viviane de Pierre-Nicolas André de Murville : Roland
- 1789 : Marie de Brabant, reine de France de Barthélemy Imbert : La Brosse
- 1790 : Athalie de Jean Racine : Nabal

## Sources principales
- Jean Chrétien Ferdinand Hoefer, Nouvelle Biographie générale depuis les temps les plus reculés jusqu'à nos jours, avec les renseignements bibliographiques et l'indication des sources à consulter, Paris, Firmin Didot frères, fils et cie, 1862, t. 38, p. 328
- Alexandre Ricord, Les Fastes de la Comédie-Française et portraits des plus célèbres acteurs qui se sont illustrés, et de ceux qui s'illustrent encore sur notre scène, Paris, 1822, tome second, p. 148-150
- Paul Friedland, « Métissage : The Merging of Theaterand Politics in Revolutionary France », mai 1999.